# Knoflachia kurilensis
 (avril 2024).
Genre
Espèce
Knoflachia kurilensis, unique représentant du genre Knoflachia, est une espèce d'araignées aranéomorphes de la famille des Theridiidae.

## Distribution
Cette espèce est endémique des îles Kouriles dans l'oblast de Sakhaline en Russie,. Elle se rencontre sur Kounachir.

## Description
Le mâle holotype mesure 2,4 mm et la femelle paratype 2,75 mm, les mâles mesurent de 1,9 à 2,5 mm et les femelles de 2,25 à 2,85 mm.

## Systématique et taxinomie
Cette espèce a été décrite par Marusik et Eskov en 2024.
Ce genre a été décrit par Marusik et Eskov en 2024 dans les Theridiidae.

## Étymologie
Son nom d'espèce, composé de kuril et du suffixe latin -ensis, « qui vit dans, qui habite », lui a été donné en référence au lieu de sa découverte, les îles Kouriles.
Ce genre est nommé en l'honneur de Barbara Knoflach.

## Publication originale
- (en) Marusik & Eskov, 2024 : « A new monotypic genus of cobweb spiders from the Russian Far East (Araneae, Theridiidae). » ZooKeys, vol. 1195, p. 219-238 (texte intégral).